# Receptorkinetik
Receptorkinetikken er et felt indenfor farmakokinetikken der beskriver hvordan stoffer (ligander) binder sig til receptorer i en organisme.
Positronemissionstomografi kan anvendes til in vivo studier af receptorkinetikken.

## Centrale begreber
Bindingspotentialet (BP) beskriver hvor meget der ved små koncentrationer af en ligand kan binde sig. Det afhænger af receptortætheden (Bmax, også kaldet den totale koncentration af receptorer) og affiniteten ved receptoren (1/Kd).
{\displaystyle BP=B_{max}/K_{d}}
Fordelingsvolumenet (Vd eller DV) er forholdet mellem stofkoncentrationer i væv (ct)og plasma (cp):
{\displaystyle V_{d}=c_{t}/c_{p}.}